# Khanapur-M-Tadakod, Dharwad
Khanapur-M-Tadakod là một làng thuộc tehsil Dharwad, huyện Dharwad, bang Karnataka, Ấn Độ.